# Canon bíblico de la Iglesia católica
El canon bíblico de la Iglesia católica reconoce 73 libros como parte de la Sagrada Escritura. Comprende  46 escritos para el Antiguo Testamento, y 27 para el Nuevo Testamento.
Contiene los libros deuterocanónicos, mientras que la Biblia empleada por los protestantes carece de los siete libros deuterocanónicos (Tobías, Judit, Sabiduría, Eclesiástico, Baruc, 1 Macabeos y 2 Macabeos), y partes de Ester y Daniel.

## Canon católico
Según el Catecismo de la Iglesia católica, la lista de los libros de la Biblia católica está compuesta por 46 escritos para el Antiguo Testamento (incluyendo los deuterocanónicos) y por 27 escritos para el Nuevo Testamento. El canon actual se definió por primera vez en el Concilio de Roma  del año 382, y fue establecido de forma definitiva en el Concilio de Trento al ser declarado dogma de fe.

### Libros de la Biblia católica.

#### Antiguo Testamento.
- Génesis. (Gn)
- Éxodo. (Éx)
- Levítico. (Lv)
- Números. (Nm)
- Deuteronomio. (Dt)
- Josué. (Jos)
- Jueces. (Jue)
- Rut. (Rut)
- I Samuel. (I Sam)
- II Samuel. (II Sam)
- I Reyes. (I Re)
- II Reyes. (II Re)
- I Crónicas. (I Cron)
- II Crónicas. (II Cron)
- Esdras. (Esd)
- Nehemías. (Neh)
- I Macabeos(I Mac)
- II Macabeos(II Mac)
- Judith (Jut)
- Tobías(Tob)
- Ester. (Est)
- Job. (Job)
- Salmos. (Sal)
- Proverbios. (Pr)
- Eclesiastés (Qohelet). (Ecl)
- Eclesiástico (Eclo)
- Cantar de los Cantares. (Cant)
- Sabiduría (Sab)
- "Isaías". (Is)
- Jeremías. (Jer)
- Lamentaciones". (Lm)
- Baruc. (Bar)
- Ezequiel. (Ezq)
- Daniel. (Dn)
- Oseas. (Os)
- Joel. (Jl)
- Amós. (Am)
- Abdías. (Abd)
- Jonás. (Jon)
- Miqueas. (Miq)
- Nahúm. (Nah)
- Habacuc. (Hab)
- Sofonías. (Sof)
- Ageo. (Ag)
- Zacarías. (Zac)
- Malaquías. (Mal)

#### Nuevo Testamento.
- Mateo. (Mt)
- Marcos. (Mc)
- Lucas. (Lc)
- Juan. (Jn)
- Hechos de los Apóstoles. (Hch)
- Romanos. (RoM)
- I Corintios. (I Cor)
- II Corintios. (II Cor)
- Gálatas. (Gá)
- Efesios. (Ef)
- Filipenses. (Flp)
- Colosenses. (Col)
- I Tesalonicenses. (I Tes)
- 'II Tesalonicenses. (II Tes
- I Timoteo. (I Tim)
- II Timoteo. (II Tim)
- Tito. (Tit)
- Filemón. (Flm)
- Hebreos. (Heb)
- Santiago. (Sant)
- I Pedro. (I Pe)
- II Pedro. (II Pe)
- I Juan. (I Jn)
- II Juan. (II Jn)
- III Juan. (III Jn)
- Judas. (Jds)
- Apocalipsis. (Ap)

## Normas para la publicación de la Biblia católica
Una Biblia católica debe publicarse de acuerdo a lo establecido en el Código de Derecho Canónico de 1983.

1. Los libros de la sagrada Escritura sólo pueden publicarse si han sido aprobados por la Sede Apostólica o por la Conferencia Episcopal; asimismo, para que se puedan editar las traducciones a la lengua vernácula, se requiere que hayan sido aprobadas por la misma autoridad y que vayan acompañadas de las notas aclaratorias necesarias y suficientes.

§ 2.Con licencia de la Conferencia Episcopal, los fieles católicos pueden confeccionar y publicar, también en colaboración con hermanos separados, traducciones de la sagrada Escritura acompañadas de las convenientes notas aclaratorias.
Código de Derecho Canónico

## Versiones en español de la Biblia católica
| Año       | Lugar de publicación     | Obra | Autor | Notas |
| --------- | ------------------------ | --- | --- | --- |
| 1260-1280 |                          | Biblia alfonsina | | |
| 1416-1458 |                          | Biblia de Alfonso V de Aragón                                                                                         | | |
| 1422-1433 |                          | Biblia de Alba | Moisés Arragel. | |
| 1793      |                          | Biblia Vulgata latina traducida en español y anotada conforme al sentido de los Santos Padres y expositores católicos | Felipe Scío de San Miguel | |
| 1825      | Astorga (España)         | La Sagrada Biblia Petisco-Torres Amat                                                                                 | José Miguel Petisco y Félix Torres Amat | |
| 1903      | España                   | Nuevo Testamento | Juan José de la Torre | Traducción del griego editado por Herder, el traductor fue un jesuita argentino. La edición de estudio bilingüe griego-español fue la primera edición crítica castellana. |
| 1925      | El Paso, Texas           | Sagrada Biblia, La Biblia Cristera                                                                                    | Editorial La Revista Católica y Ignatian Society of Texas | Utiliza la Torres Amat de base haciendo una exhaustiva revisión. Con notas y división exegética del texto. |
| 1928      | Concepción (Chile)       | La Sagrada Biblia | Guillermo Jünemann | |
| 1944      | España                   | Sagrada Biblia Nácar-Colunga                                                                                          | Eloíno Nácar Fúster y Alberto Colunga Cueto | |
| 1947      | España                   | Sagrada Biblia Bover-Cantera                                                                                          | José María Bover y Francisco Cantera Burgos | |
| 1948-1951 | La Plata (Argentina)     | Biblia Platense | Juan Straubinger | |
| 1954      | España                   | Nuevo Testamento | Asociación para el fomento de estudios bíblicos en España (AFABE) | Traducción pastoral con base a los textos griegos. |
| 1961      | España-México            | Nuevo Testamento | Centro de Estudios Bíblicos Hispanoamericano (CEBIHA) | Traducción desde el griego. |
| 1962      | España                   | Sagrada Biblia | Francisco Cantera Burgos y José Manuel Pabón | Traducción desde los textos originales hebreo y griego con notas de los monjes de la Abadía del Valle de los Caídos. |
| 1964      | España                   | La Santa Biblia | Equipo dirigido por Evaristo Martín Nieto | |
| 1967-2009 | París-Bilbao-Madrid      | Biblia de Jerusalén                                                                                                   | Equipo dirigido por Víctor Morla | |
| 1972      | Chile                    | Biblia Latinoamericana                                                                                                | Equipo dirigido por monseñor Ramón Ricciardi y Bernardo Hurault | |
| 1975      | Madrid (España)          | Sagrada Biblia Cantera-Iglesias                                                                                       | Francisco Cantera Burgos y Manuel Iglesias | |
| 1975      | Barcelona (España)       | La Biblia | Equipo dirigido por Serafín de Ausejo | |
| 1975      | Madrid (España)          | Nueva Biblia Española                                                                                                 | Equipo bajo la dirección de Luis Alonso Schökel y Juan Mateos | |
| 1978      | México                   | Sagrada Biblia de Magaña                                                                                              | Agustín Magaña Méndez | |
| 1981      | Buenos Aires (Argentina) | El Libro del Pueblo de Dios                                                                                           | Armando Levoratti y Alfredo Trusso | |
| 1983      |                          | Nuevo Testamento de la Universidad de Navarra                                                                         | | |
| 1992      | Madrid (España)          | La Biblia | Equipo dirigido por Santiago Guijarro y Miguel Salvador | |
| 1993      |                          | Biblia del Peregrino                                                                                                  | Equipo dirigido por Luis Alonso Schökel y Juan Mateos | |
| 1994      | Valencia (España)        | Biblia Americana San Jerónimo                                                                                         | Jesús María Lecea | |
| 2000      | Bogotá (Colombia)        | Nuevo Testamento | Pedro Ortiz | |
| 2001      |                          | Biblia de América | Equipo dirigido por Santiago García | |
| 2004      | Pamplona (España)        | Biblia de Navarra | Equipo dirigido por José María Casciaro | |
| 2005      | Estados Unidos           | Biblia Católica para Jóvenes                                                                                          | El texto bíblico corresponde a la edición de la Biblia de América. | |
| 2010      | Madrid (España)          | Sagrada Biblia | Versión oficial de la Conferencia Episcopal Española. Es la traducción de la Biblia que se empleará en la liturgia, los catecismos y los manuales para la enseñanza de la religión en la escuela. | |
| 2013      | México                   | Nuevo Testamento Vivir en Cristo                                                                                      | Texto basado en la Vulgata latina y versiones modernas en castellano por José A. Ramos con notas catéqueticas, doctrinales y apologéticas.                                                        | |
| 2013      | Estados Unidos           | Biblia Católica de la Familia                                                                                         | Editada por el Center for Ministry Development y Editorial Verbo Divino. Texto basado en la versión del P. Levoratti.                                                                             | |
| 2014      | Chihuahua, México        | La Sagrada Biblia de Mons. Straubinger Revisada                                                                       | Equipo dirigido por Alfonso Ramos. | Revisión sobre la traducción de Mons. Juan Straubinger digitalizada a partir de las nuevas disposiciones del castellano y las traducciones modernas de la Biblia. Comenzó en 2011 en Chihuahua, México con la colaboración de personas de Colombia, Argentina, Nicaragua, Costa Rica, España, Estados Unidos y México.                                 |
| 2015      | Chile                    | Biblia de la Iglesia en América (BIA)                                                                                 | Conferencia del Episcopado Latinoamericano CELAM; Santiago Silva Retamales, Carlos Junco Garza, Adolfo Miguel Castaño Fonseca, Ramón Alfredo Dus                                                  | Una traducción realizada desde los textos hebreo, arameo y griego con el fin de proveer a la Iglesia católica hispanohablante de América una versión oficial que unifique con reconocimiento oficial de una versión a los católicos desde Estados Unidos hasta Tierra del Fuego. El Nuevo Testamento fue presentado al papa Francisco en mayo de 2015. |

## Idiomas con una traducción católica de la Biblia
Establecer con precisión cuántos idiomas cuentan con una versión completa de la Biblia conforme a la traducción católica, que cumpla con la descripción anterior y el derecho canónico, es difícil. Sin embargo, para el año 2025, el Catálogo Global de Biblias incluía más de 1200 entradas en 191 idiomas para Biblias que contenían los libros deuterocanónicos.